# Alfred Tompich
Alfred Tompich es un deportista checoslovaco que compitió en judo. Ganó una medalla de bronce en el Campeonato Europeo de Judo de 1955, en la categoría 3.er dan.

## Palmarés internacional
| Campeonato Europeo | Campeonato Europeo | Campeonato Europeo | Campeonato Europeo |
| Año                | Lugar              | Medalla            | Categoría          |
| ------------------ | ------------------ | ------------------ | ------------------ |
| 1955               | París (Francia)    | Medalla de bronce  | 3.er dan           |